# Drino austrina
Drino austrina là một loài ruồi trong họ Tachinidae.